# Jules LeBlanc
 (octobre 2021).
La mise en forme du texte ne suit pas les recommandations de Wikipédia : il faut le « wikifier ».
Les points d'amélioration suivants sont les cas les plus fréquents. Le détail des points à revoir est peut-être précisé sur la page de discussion.
- Les titres sont pré-formatés par le logiciel. Ils ne sont ni en capitales, ni en gras.
- Le texte ne doit pas être écrit en capitales (les noms de famille non plus), ni en gras, ni en italique, ni en « petit »…
- Le gras n'est utilisé que pour surligner le titre de l'article dans l'introduction, une seule fois.
- L'italique est rarement utilisé : mots en langue étrangère, titres d'œuvres, noms de bateaux, etc.
- Les citations ne sont pas en italique mais en corps de texte normal. Elles sont entourées par des guillemets français : « et ».
- Les listes à puces sont à éviter, des paragraphes rédigés étant largement préférés. Les tableaux sont à réserver à la présentation de données structurées (résultats, etc.).
- Les appels de note de bas de page (petits chiffres en exposant, introduits par l'outil «  Source ») sont à placer entre la fin de phrase et le point final[comme ça].
- Les liens internes (vers d'autres articles de Wikipédia) sont à choisir avec parcimonie. Créez des liens vers des articles approfondissant le sujet. Les termes génériques sans rapport avec le sujet sont à éviter, ainsi que les répétitions de liens vers un même terme.
- Les liens externes sont à placer uniquement dans une section « Liens externes », à la fin de l'article. Ces liens sont à choisir avec parcimonie suivant les règles définies. Si un lien sert de source à l'article, son insertion dans le texte est à faire par les notes de bas de page.
- La présentation des références doit suivre les conventions bibliographiques. Il est recommandé d'utiliser les modèles {{Ouvrage}}, {{Chapitre}}, {{Article}}, {{Lien web}} et/ou {{Bibliographie}}. Le mode d'édition visuel peut mettre en forme automatiquement les références.
- Insérer une infobox (cadre d'informations à droite) n'est pas obligatoire pour parachever la mise en page.

Pour une aide détaillée, merci de consulter Aide:Wikification.
Si vous pensez que ces points ont été résolus, vous pouvez retirer ce bandeau et améliorer la mise en forme d'un autre article.
Julianna Grace LeBlanc, dite Jules LeBlanc ou Annie LeBlanc, est une chanteuse, vidéaste, actrice et ancienne gymnaste américaine, née le 5 décembre 2004 .
Le site web d'information américain Business Insider l'a désignée l'une des « adolescentes les plus célèbres du monde ». Elle est présente dans des vidéos de YouTube depuis l'âge de quatre ans. Elle est aussi connue pour tenir le rôle de Rhyme dans la web-série Chicken Girls.

## Biographie
Julianna Grace LeBlanc, surnommée Jules LeBlanc, est née le 5 décembre 2004  alors que son père était en poste à Fort Gordon, en Géorgie. Ses parents sont Billy et Katie LeBlanc. Elle a un frère, Caleb Logan Leblanc (13 juillet 2002 - 1er octobre 2015), et une sœur plus jeune, Hayley. Caleb est décédé en 2015 à l'âge de 13 ans d'une cardiomyopathie hypertrophique.
Jules LeBlanc suit des cours de gymnastique depuis l'âge de 2 ans. Sa famille commence à mettre en ligne des vidéos d'elle à l'âge de quatre ans. Elle est devenue célèbre en tant que l'un des trois frères et sœurs présentés sur la chaîne familiale Bratayley sur YouTube.
Elle a suivi une formation de gymnaste jusqu'en août 2017. Elle est devenue populaire sur l'application musical.ly sous le nom de presshandstands7, mais l'a ensuite modifiée en annieleblanc, gagnant ainsi plus de 13 millions de fans. Elle tient le rôle principal dans les séries web Chicken Girls, A Girl Named Jo produites par Brat et dans We Are Savvy.
Les LeBlanc vivaient auparavant à Severna Park, dans le Maryland, mais ont déménagé à Los Angeles, en Californie, pour que Jules puisse commencer à faire de la musique.

## Carrière

### 2010-présent: Bratayley
Annie LeBlanc était à l'origine connue pour ses vidéos de gymnastique. Ses rencontres de gymnastique et ses travaux dirigés ont commencé à être publiés en 2008 sur sa chaîne YouTube, anciennement Acroanna, à l'âge de 3 ans. Le nom de la chaîne a été changé en Annie Leblanc en 2017 et propose désormais des vidéos musicales d'Annie.
Annie LeBlanc est l'une des vedettes d'un vlog quotidien sur la chaîne YouTube « Bratayley » (plus de 7 millions d'abonnés). Le vlog, qui était initialement réservé aux membres de la famille. Commencé lorsque Annie LeBlanc avait six ans, il permet de suivre la vie de la famille LeBlanc.

### 2017-présent: carrière musicale
Annie LeBlanc avait commencé à recevoir de l'attention pour sa musique sur son pseudo TikTok @annieleblanc. En avril 2018, elle remporte le Shorty award du « Muser de l'année ».
En 2017, la collaboration entre Annie LeBlanc et Hayden Summerall, appelée « Hannie », a sorti la chanson Little Do You Know d'Alex & Sierra, dont le clip a atteint 4 millions de vues en 48 h. Annie LeBlanc sort 7 musiques pour la chaîne brat,,,,,,.
Annie LeBlanc sort le 11 novembre 2017 son troisième clip video Ordinary girl qui compte plus de 32 millions de vues en 2019. Début 2018, Annie LeBlanc sort sa nouvelle musique Little things qui compte 5,2 millions de vues. En juin 2018, Annie Leblanc sort son nouveau clip video appelé "Picture This" accompagné du chanteur Austin Brown. Cette chanson parle d'un garçon qu’elle croise sur son feed et depuis elle ne peut plus s'empêcher de penser à lui elle compte maintenant[Quand ?] plus de 16 milions de vue. Début 2019, Annie LeBlanc sort sa nouvelle chanson Over getting Over you qui parle de son ex Hayden Summerall.

## Vie privée
En 2017, des rumeurs disant que Hayden Summerall et Annie LeBlanc étaient en couple se propagent sur la toile jusqu'en mai 2018 où elle annonce la fin de leur relation sur le réseau social instagram,. Le 14 février 2019, Annie LeBlanc officialise sa relation avec l'acteur et chanteur Asher Angel qui prend fin en 2020.

## Discographie

### Compilation albums
- Lollipop, Label: Heard Well (en) crée en mai 2018

| Année | Titre                                            |    | Meilleur classement |
| 2017  | Fly                                              | 34 |                     |
| 2017  | Little do you know (avec Hayden Summerall)       | 30 |                     |
| 2017  | Birds of the feather                             | -  |                     |
| 2017  | Photograph                                       | -  |                     |
| 2017  | Ordinary Girl                                    | -  |                     |
| 2018  | Little Things                                    | -  |                     |
| 2019  | Two Sides                                        | -  |                     |
| 2019  | Over it (avec Indiana Massara et Aliyah Moulden) | -  |                     |
| 2019  | Play Nice                                        | -  |                     |
| 2019  | Who You Are (avec Sky Katz)                      | -  |                     |
| 2019  | Utopia                                           | -  |                     |

## Filmographie
| Année        | Titre                        | Role            | Notes                                  |
| ------------ | ---------------------------- | --------------- | -------------------------------------- |
| 2015         | Neon Arcade                  | Annie Bratayley | -                                      |
| 2016-2018    | We Are Savvy                 | Annie           | Casting principal (32 épisodes)        |
| 2017-2020    | Chicken Girls                | Rhyme           | Rôle Principal (41 épisodes)           |
| 2018         | Mani                         | Rhyme           | Episode: “Cinderella”                  |
| 2018         | Overnights                   | Rhyme           | Episode: "Never Meant to Fall in Love" |
| 2018-Présent | A Girl Named Jo              | Jo Chambers     | Rôle Principal (15 épisodes)           |
| 2018         | Chicken Girls : The Movie    | Rhyme           | Brat long métrage                      |
| 2019         | Cousins for Life             | Annie           | Episode: “Those Medal-ling Kids”       |
| 2019         | Spring Breakaway             | Rhyme           | Brat long métrage                      |
| 2019         | Annie VS Hayley: LeBake OFF! | Annie           | Web série réalité alimentaire          |
| 2019         | Sunnyside Up                 | narrateur       |                                        |

## Distinctions
| Année | Prix               | Catégorie             | Résultat |
| ----- | ------------------ | --------------------- | -------- |
| 2017  | Streamy Awards     | enfant et famille     | nommé    |
| 2018  | Shorty Awards      | museur de l'année     | gagné    |
| 2018  | Streamy Awards     | jouer dans le drame   | nommé    |
| 2019  | Teen Choice Awards | Choice Music Web Star | gagné    |